# Constitutio Antoniniana
Constitutio Antoniniana (slovensko Antoninova ustava, točneje Antoninov edikt) ali Karakalov edikt, državni razglas, ki ga je leta 212 objavil rimski cesar Karakala in z njim vsem svobodnim moškim v Rimskem cesarstvu podelil polno rimsko državljanstvo, vsem svobodnim ženskam v cesarstvu pa pravice, ki so jih imele Rimljanke.
Pred letom 212 je imela polno rimsko državljanstvo samo večina prebivalcev Italije, s Karakalovim edikom pa so ga dobili tudi prebivalci kolonij, ki so jih ustanovili Rimljani v drugih provincah, Rimljani ali njihovi potomci, ki so živeli v teh provincah, prebivalci nekaterih mest po celem cesarstvu in nekaj lokalnih plemičev, na primer kraljev vazalnih držav. Provinciales po drugi strani večinoma niso dobili državljanstva, čeprav so nekateri uživali pravice po Latinskem zakonu.

## Cilji in posledice
Po mnenju Kasija Diona, edinega rimskega zgodovinarja, ki je omenil Antoninov edikt, je bil njegov glavni cilj povečanje števila davkoplačevalcev: »(Karakala) jim je s tem navidezno izkazal veliko čast, njegov pravi namen pa je bil povečati svoje prihodke, ker večina tujcev davkov ni plačevala«. Ob tem je treba opozoriti, da je Dion na Karakalo na splošno gledal kot na slabega in podlega cesarja. 
Drugi cilj edikta bi lahko bil povečanje števila kandidatov za njegovih legije, ker so v njih lahko služili samo polnopravni rimski državljani. 
Edikt, ki je cesarstvu na prvi pogled prinesel veliko ugodnosti, je prišel na plačilo pri pomožnih vojaških enotah, v katerih so služili nedržavljani in je privedel do barbarizacije rimske armade.
In ne nazadnje je bilo pred sprejetjem odloka rimsko državljanstvo vaba za vstop v rimske pomožne enote, ker so njihovi veterani po končanem službovanju dobili rimsko državljanstvo. S sprejetjem edikta je postalo službovanje manj privlačno in rimska vojska je imela že konec 3. stoletja velike težave pri rekrutiranju vojakov. 